# 荒木啓佑
荒木 啓佑（あらき けいすけ、9月19日 - ）は日本で活動するミュージカル俳優および元ダンサーである。大阪府出身。EnvisionNextage所属。

## 来歴
高校生の時アイーダを観劇したことがきっかけでミュージカル俳優を目指し、大阪芸術大学卒業後はオリエンタルランドへ入社し東京ディズニーリゾートでダンサーとして勤務していた。その後退社して舞台俳優に転向し、俳優やダンス講師として活動していた。2015年6月に劇団四季のオーディションに合格し四季へ入団した。2016年5月3日に開幕したウィキッドのアンサンブル5枠役が四季での初舞台出演となった。2019年12月31日付けで四季を退団し、2020年からはEnvisionNextageへ移籍した。

## 主な出演作品

### 劇団四季
- ウィキッド（2016年アンサンブル5枠）
- キャッツ（2017年ランパスキャット、2018年マキャヴィティ）
- パリのアメリカ人 (劇団四季)（2019年Mr.Z）

※括弧内の年は初出演年

### その他
- 浅利慶太プロデュース公演ミュージカル李香蘭（2015年、2018年アンサンブル）
- モーツァルト!（2024年、アンサンブル）[2]
- エリザベート（2025年 - 2026年〈予定〉、アンサンブル）[3]